# Calamaria lautensis
Espèce
Statut de conservation UICN

 DD  : Données insuffisantes
Calamaria lautensis  est une espèce de serpents de la famille des Colubridae.

## Répartition
Cette espèce est endémique de l'île Koko dans l'archipel de Simeulue en Indonésie.

## Description
L'holotype mesure 278 mm dont pour la queue 33 mm.

## Étymologie
Son nom d'espèce, composé de laut et du suffixe latin -ensis, « qui vit dans, qui habite », lui a été donné en référence au lieu de sa découverte, pulu si Laut.

## Publication originale
- De Rooij, 1917 : The Reptiles of the Indo-Australian Archipelago. II. Ophidia. Leiden (E. J. Brill), p. 1-334 (texte intégral).